# Середня школа № 33 (Чернівці)
Середня школа № 33 (м.Чернівці) — Чернівецька загальноосвітня школа І-ІІІ ступенів технологічного профілю № 33 Чернівецької міської ради.

## Історія

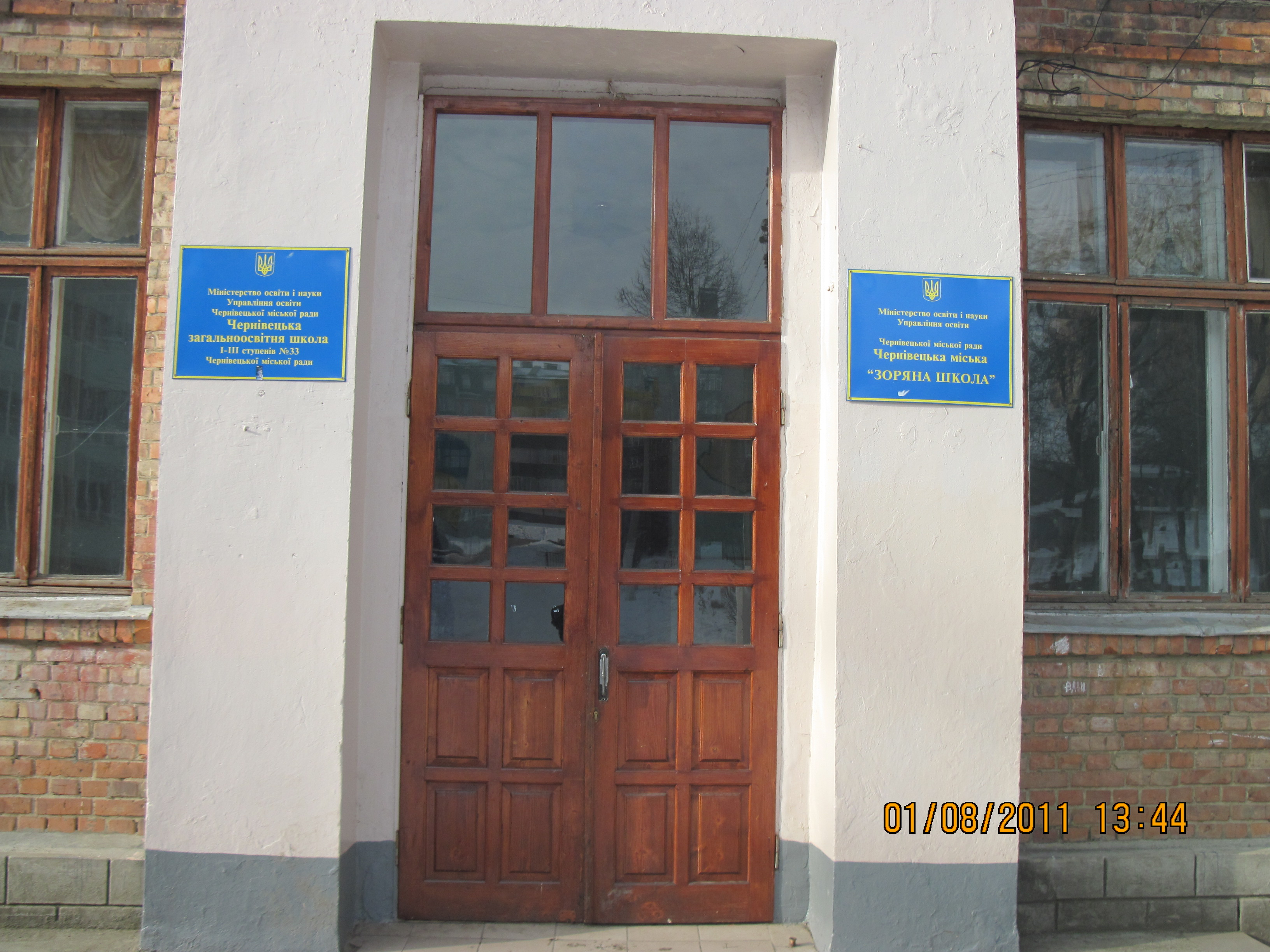
Парадний вхід школи

Школа збудована за проектом архітектора Заторського на виконання рішення сесії обласної Ради депутатів трудящих від 14 травня 1959 року «Про зміцнення зв'язку школи з життям і подальший розвиток системи народної освіти області». 
Будівля школи типового проєкту 2-02-27 розрахована на 920 учнів була здана в експлуатацію 15 грудня 1959 року.
З середини 60-х років на другому поверсі добудованого двоповерхового корпусу було створений музей «Бойової слави», що з часом, став найкращим в області.
В музеї були експозиції за такими напрямками:
- Революція 1917 року;
- Період Громадянської війни;
- Друга Світова війна;
- Вчителі школи — ветерани Другої Світової.

Засновником музею був Нецецький В'ячеслав Станіславович — вчитель малювання, художник школи. В оформлені музею також брали участь учні школи.
В музеї завжди проходили урочисті події: прийняття в жовтенята, піонери, до комсомолу, зустрічі з ветеранами війни та праці. Проводилися екскурсії для учнів шкіл міста та області.
З 70-х років велику увагу в розвитку шкільної освіти було приділено фізичному вихованню та спортивній підготовці учнів. В цей час започатковано навчання в спортивних класах за напрямками футбол (хлопці), волейбол (дівчата) та легка атлетика. В ці роки силами адміністрацій, педагогів школи, зокрема вчителя фізичної культури, ентузіаста Білобрицького Б. Ф., значно зміцнено спортивну базу навчання. Серед випускників школи багато іменитих спортсменів.
З 1974 по 1985 на базі школи функціонувало профільне навчання за напрямками водіїв легкових та вантажних автомобілів та слюсарів-авторемонтників. Тривалий час школа мала класи спортивного профілю.
На базі школи з 1989 року функціонує міська «Зоряна школа» з поглибленим вивченням астрономії та актуальних проблем космічних досліджень.
З 2012/2013 навчального року школа набула нового статусу Чернівецької загальноосвітньої школи I—III ступенів технологічного профілю № 33  Чернівецької міської ради, з вечірньою формою навчання та екстернатом, впроваджено інклюзивне навчання учнів.

## Видатні випускники школи
- Олександр Зінченко — завідувач відділу пропаганди та агітації ЦК ВЛКСМ, генеральний директор телевізійного каналу «ІНТЕР», Народний депутат України, Заступник Голови Верховної Ради України, Державний секретар України[1]
- Сергій Шмундяк — футболіст, найкращий бомбардир чемпіонату УРСР (1977, 20 голів), чемпіон УРСР (1982)
- Володимир Мельников (Имир Ельник - псевдон.) — поет, прозаїк[2], композитор, заслужений діяч мистецтв України, полковник у відставці, кандидат технічних наук, доцент, заступник голови, член Ради  Буковинського земляцтва в місті  Києві[3]
- Валентина Козир — бронзовий призер Олімпійських ігор 1968 року в Мехіко з легкої атлетики (стрибки в висоту)[4][5]
- Катерина Бужинська — в школі Ящук, естрадна співачка, народна артистка України[6]
- Омельченко Юрій Анатолійович — чемпіон світу зі спортивного орієнтування в Детмольді (Німеччина) у 1995 році та багаторазовий призер чемпіонатів світу та Європи в 2000, 2002, 2003, 2004 роках[7][8]
- Сильвестр Іскулеску — заступник керівника управління карного розшуку Чернівецької області [9]

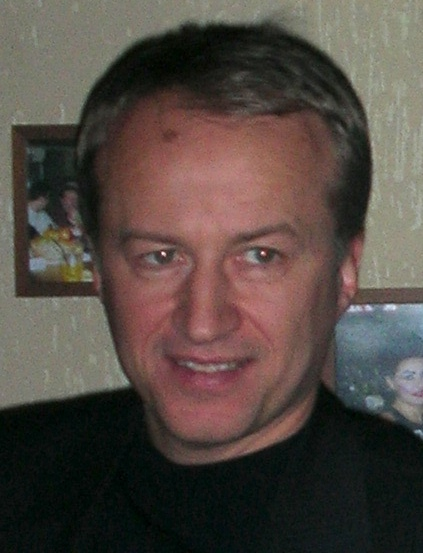
О.Зінченко
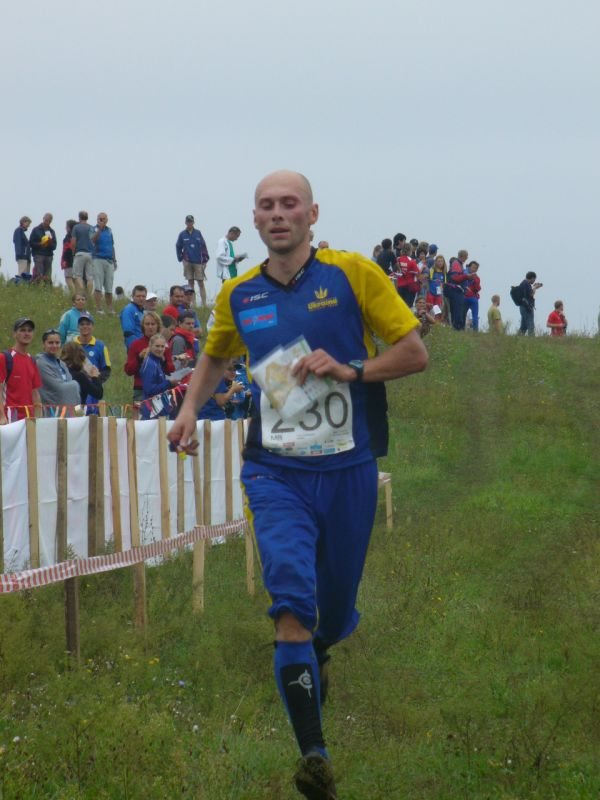
Ю.Омельченко
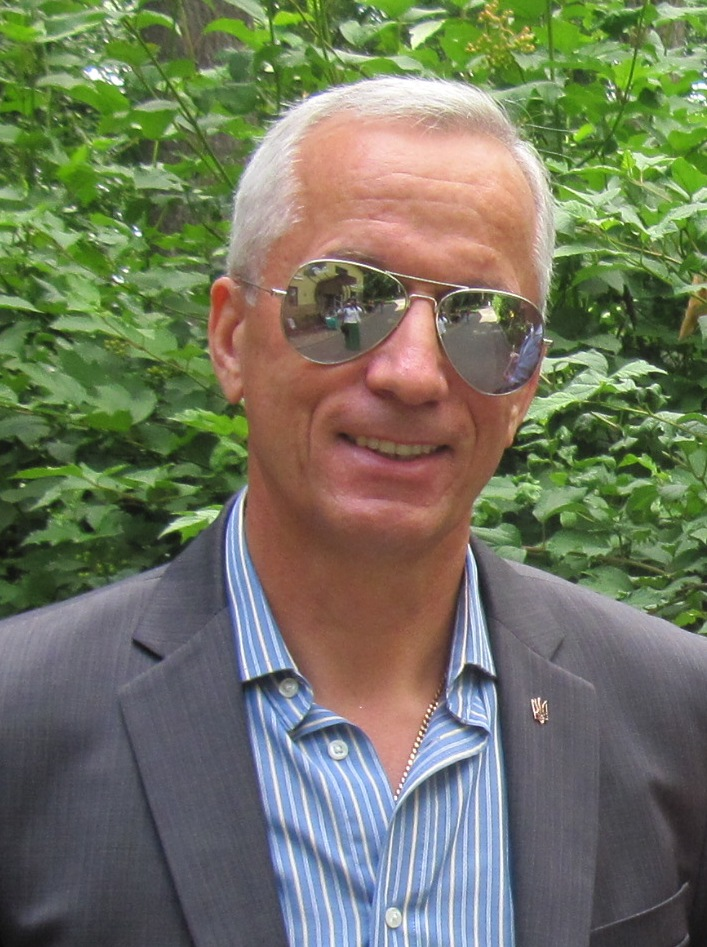
В.Мельников
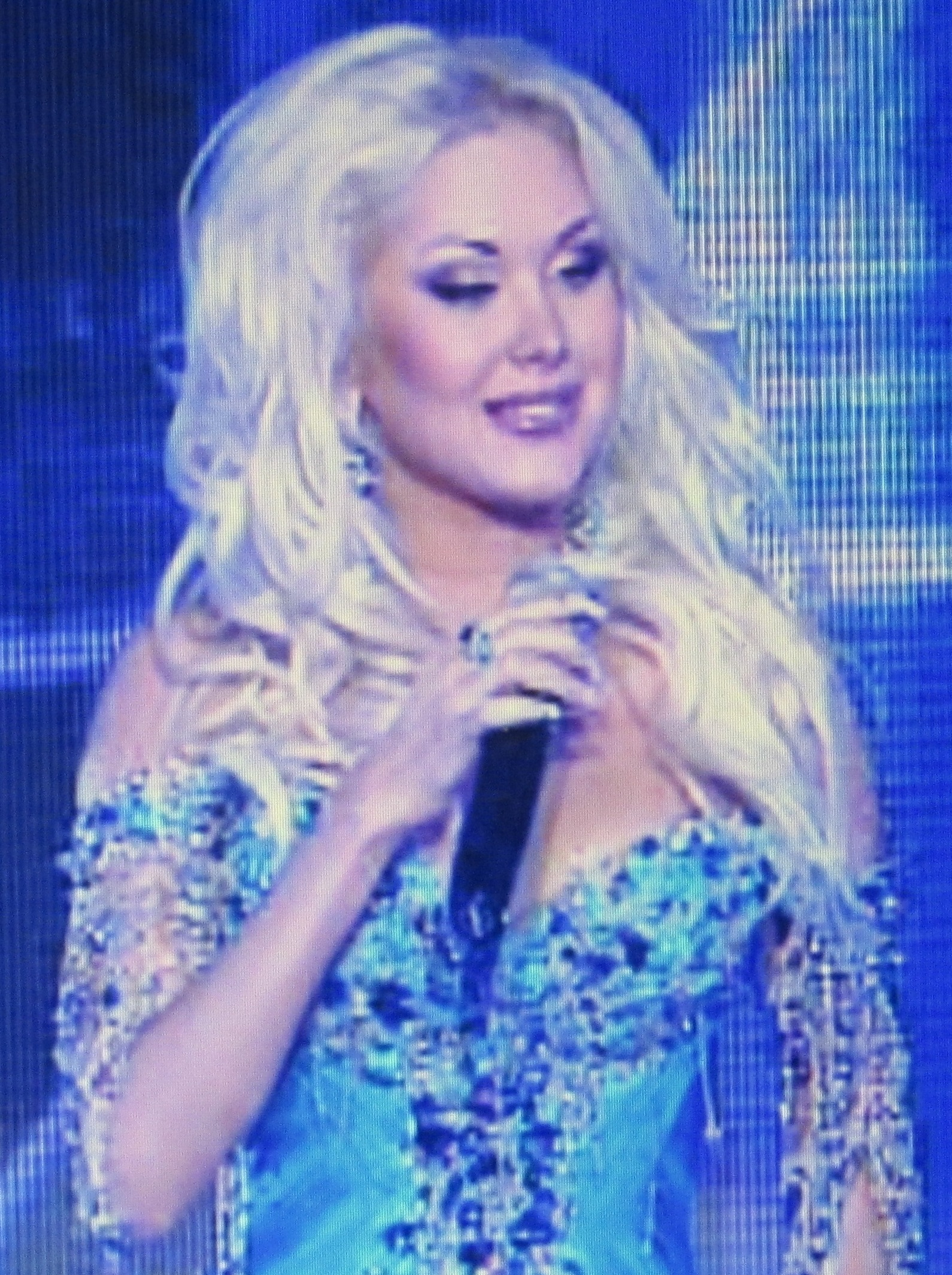
К.Бужинська

## Випускники школи, які стали докторами та кандидатами наук
- Зінченко Олександр Олексійович — кандидат фізико-математичних наук, випуск 1974 року.
- Мельников Володимир Миколайович — кандидат технічних наук, випуск 1969 року.
- Носов Віктор Петрович — кандидат технічних наук, випуск 1969 року [10].
- Пополітов Віктор Миколайович — кандидат технічних наук, випуск 1969 року [11].